# إيفو دانيو
إيفو دانيو (بالسلوفينية: Ivo Daneu) هو لاعب كرة سلة سلوفيني يوغسلافي ولد في يوم 6 أكتوبر 1937 في مدينة ماريبور، فاز مع منتخب يوغوسلافيا لكرة السلة ببطولة كأس العالم لكرة السلة 1970 ووصل معهم للمباراة النهائية في بطولتي 1963 و1967، كما سبق له الفوز مع المنتخب في دورة الألعاب الأولمبية الصيفية 1968 في مكسيكو، كما فاز ثلاثة مرات بمركز الوصيف وفاز بالمركز الثالث في بطولة 1967.